# Sem de Wit
Sem de Wit (Harderwijk, 30 maart 1995) is een Nederlands voetballer die bij voorkeur als verdediger speelt.

## Loopbaan
De Wit begon met voetballen bij VV Hierden. Via DVS '33 kwam hij terecht in de jeugdopleiding van Almere City FC, waar hij in het seizoen 2012-2013 debuteerde in het betaald voetbal, tegen SC Cambuur. In januari 2014 stapte hij over naar FC Dordrecht, waar hij een half jaar onder contract stond. Halverwege het seizoen stapte hij op huurbasis over naar Fortuna Sittard. Hij tekende in augustus 2015 een contract bij SC Cambuur, dat hem transfervrij overnam van ADO Den Haag. Hij speelde op amateurbasis bij Jong Cambuur en vertrok na negen weken. In februari 2016 kwam hij bij Whitecaps FC 2, het USL-team van Vancouver Whitecaps FC. Bij de club werd hij in 2016 speler van het jaar. Medio 2017 maakte hij de overstap naar FC Cincinnati dat eveneens uitkomt in de USL. Begin januari 2019 werd hij gepresenteerd als een van de eerste spelers van de nieuwe club Hartford Athletic die in 2019 debuteert in de USL. In het seizoen 2020/21 speelde De Wit voor SV Straelen in de Regionalliga West. In het seizoen 2021/22 speelde hij in Spanje voor Alhaurín de la Torre CF in de Tercera División. Medio 2022 gaat hij naar DVS '33.
De Wit werd geselecteerd voor het Nederlands voetbalelftal -17 en voor het Nederlands voetbalelftal -18.